# Helicteres rufipila
Helicteres rufipila är en malvaväxtart som beskrevs av Cristóbal. Helicteres rufipila ingår i släktet Helicteres och familjen malvaväxter. Inga underarter finns listade i Catalogue of Life.